# Fjällnäs, Härjedalen

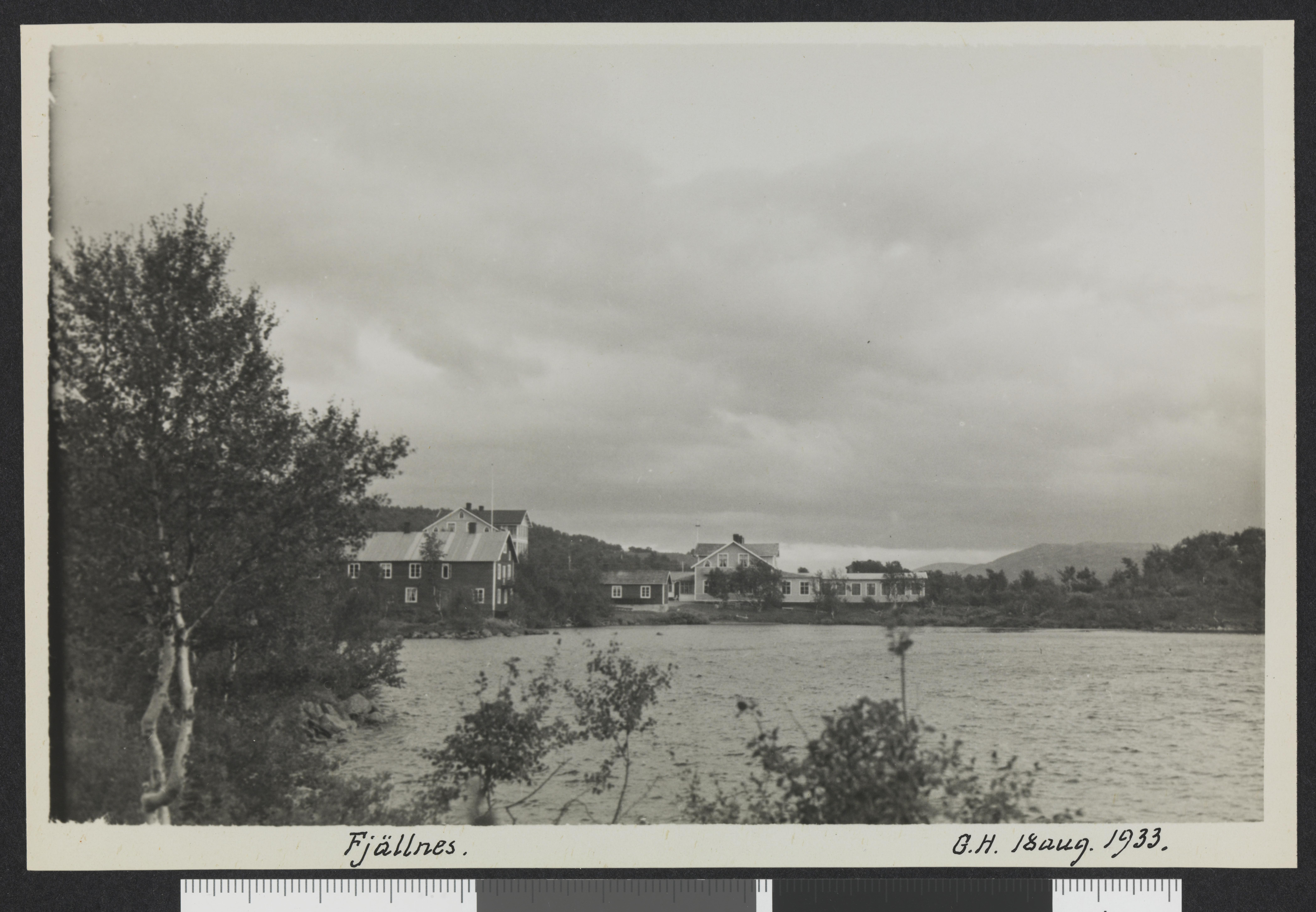
Malmagen och Fjällnäs 1933.

Fjällnäs är en by vid sjön Malmagen i Härjedalens kommun i Tännäs socken och Funäsfjällen.